# رستي بروكس
رستي بروكس (بالإنجليزية: Rusty Brooks)‏ هو مصارع هاوي أمريكي، ولد في 7 فبراير 1958 في دينتون في الولايات المتحدة.

## روابط خارجية
- رستي بروكس على موقع CageMatch worker (الإنجليزية)
- رستي بروكس على موقع قاعدة بيانات المصارعة على الإنترنت (الإنجليزية)